# ریو ایشیی (بازیکن فوتبال، زاده ۲۰۰۰)
ریو ایشیی (ژاپنی: 石井 僚؛ زادهٔ ۱۱ ژوئیهٔ ۲۰۰۰) یک بازیکن فوتبال اهل ژاپن است.
از باشگاه‌هایی که در آن بازی کرده‌است می‌توان به باشگاه فوتبال اوراوا رد دیاموندز و باشگاه فوتبال رینوفا یاماگوچی اشاره کرد.